# ورزشگاه میسان
ورزشگاه میسان ورزشگاهی چندکاربردی در استان میسان عراق می‌باشد. امروزه از آن بیشتر برای برپایی مسابقه‌های فوتبال و به عنوان ورزشگاه خانگی باشگاه فوتبال میسان استفاده می‌شود. این ورزشگاه گنجایش ۲۵۰۰۰ نفر تماشاچی را دارد و در سال ۱۹۸۷ تأسیس شد.